# Piłka siatkowa na Światowych Wojskowych Igrzyskach Sportowych 2019 – turniej halowy kobiet
Piłka siatkowa kobiet na Światowych Wojskowych Igrzyskach Sportowych 2019 – zawody w siatkówce, które odbyły się w chińskim Wuhanie w dniach 16–22 października 2019 roku podczas igrzysk wojskowych.
W turnieju brało udział łącznie 8 drużyn kobiecych, które w pierwszej rundzie rywalizowały w dwóch grupach. Do półfinałów awansowały 2 najlepsze drużyny z każdej z grup. 3 i 4 drużyna z każdej grupy zagrały mecz o 5–8 miejsce. Mistrzostwa rozgrywane były w Jianghan University Gymnasium oraz w Wuhan Sports Center Gymnasium.

## Uczestniczki
- Brazylia
- Chiny
- Francja
- Holandia
- Kanada
- Korea Północna
- Niemcy
- Stany Zjednoczone

## Medaliści
| Złoto | Srebro | Brąz |
| Brazylia · Amanda Francisco · Ellen Braga · Juliana Carrijo · Mariana Cassemiro · Sonaly Cidrão · Renata Colombo · Valquíria Dullius · Sassá · Priscila Heldes · Angélica Malinverno (c) · Carla Santos · Mayhara da Silva | Chiny · Chen Xintong · Duan Fang · Gao Yi · Huang Liuyan · Li Yingying · Liu Yanhan (c) · Ouyang Xixi · Wang Yunlu · Yang Junjing · Yang Yi · Yuan Xinyue · Zhou Yujie | Korea Północna · Choe Pok-hyang · Choe Su-jong · Jong Jin-sim (c) · Jong Song-hui · Ju Un-hyang · Kim Hong-hwa · Kim Hyon-ju · Kim Un-jong · Pyon Rim-hyang · Ri Ra-hyang · Rim Hyang · Son Hyang-mi |

Źródło: 

## Faza grupowa
Legenda
|  | Awans do fazy półfinałowej |  | Walka o pozycję 5 – 8 |
Punktacja: 3 pkt – 3:0 i 3:1; 2 pkt – 3:2; 1 pkt – 2:3; i 0 pkt – 1:3 i 0:3

### Grupa A
| Lp. | Zespół                  | Pts | M | Zw. | Prz. | Sety | Ratio | Punkty  | Ratio |
| --- | ----------------------- | --- | - | --- | ---- | ---- | ----- | ------- | ----- |
| 1   | Chiny (CHN)             | 9   | 3 | 3   | 0    | 9:0  | MAX   | 225:124 | 1,815 |
| 2   | Brazylia (BRA)          | 6   | 3 | 2   | 1    | 6:3  | 2,000 | 204:139 | 1,468 |
| 3   | Kanada (CAN)            | 2   | 3 | 1   | 2    | 3:8  | 0.375 | 179:260 | 0,688 |
| 4   | Stany Zjednoczone (USA) | 1   | 3 | 0   | 3    | 2:9  | 0.222 | 175:260 | 0,673 |

z grupy A do fazy półfinałowej awansowały dwa pierwsze zespoły
- Wyniki:

16 października 2019 (BRA) – (CAN): 3–0 (25–12, 25–10, 25–12)
16 października 2019 (CHN) – (USA): 3–0 (25–10, 25–9, 25–16)
17 października 2019 (CAN) – (USA): 3–2 (25–23, 20–25, 25–18, 19–25, 21–19)
17 października 2019 (CHN) – (BRA): 3–0 (25–17, 25–16, 25–21)
20 października 2019 (BRA) – (USA): 3–0 (25–6, 25–14, 25–10)
20 października 2019 (CAN) – (CHN): 0–3 (11–25, 5–25, 19–25)

### Grupa B
| Lp. | Zespół               | Pts | M | Zw. | Prz. | Sety | Ratio | Punkty  | Ratio |
| --- | -------------------- | --- | - | --- | ---- | ---- | ----- | ------- | ----- |
| 1   | Korea Północna (PRK) | 9   | 3 | 3   | 0    | 9:0  | MAX   | 225:93  | 2,419 |
| 2   | Niemcy (GER)         | 6   | 3 | 2   | 1    | 6:3  | 2,000 | 182:189 | 0,963 |
| 3   | Francja (FRA)        | 2   | 3 | 1   | 2    | 3:8  | 0.375 | 189:251 | 0,753 |
| 4   | Holandia (NED)       | 1   | 3 | 0   | 3    | 2:9  | 0.222 | 187:250 | 0,748 |

z grupy B do fazy półfinałowej awansowały dwa pierwsze zespoły
- Wyniki:

16 października 2019 (NED) – (FRA): 2–3 (19–25, 25–16, 25–17, 21–25, 11–15)
16 października 2019 (GER) – (PRK): 0–3 (25–10, 25–9, 25–16)
17 października 2019 (PRK) – (FRA): 3–0 (25–9, 25–10, 25–14)
17 października 2019 (NED) – (GER): 0–3 (18–25, 13–25, 25–27)
20 października 2019 (BRA) – (USA): 3–0 (25–6, 25–14, 25–10)
20 października 2019 (PRK) – (NED): 3–0 (25–4, 25–13, 25–13)

## Faza finałowa

### Mecz o złoty medal
|  |                           |                           |                           |                           |                           |                           |                           |    |    |                                            |                                            |                                            |                                            |                                            |                                            |                                            |
|  | Półfinały 21 października | Półfinały 21 października | Półfinały 21 października | Półfinały 21 października | Półfinały 21 października | Półfinały 21 października | Półfinały 21 października |    |    | Finał (Mecz o złoty medal) 22 października | Finał (Mecz o złoty medal) 22 października | Finał (Mecz o złoty medal) 22 października | Finał (Mecz o złoty medal) 22 października | Finał (Mecz o złoty medal) 22 października | Finał (Mecz o złoty medal) 22 października | Finał (Mecz o złoty medal) 22 października |
|  | Półfinały 21 października | Półfinały 21 października | Półfinały 21 października | Półfinały 21 października | Półfinały 21 października | Półfinały 21 października | Półfinały 21 października |    |    | Finał (Mecz o złoty medal) 22 października | Finał (Mecz o złoty medal) 22 października | Finał (Mecz o złoty medal) 22 października | Finał (Mecz o złoty medal) 22 października | Finał (Mecz o złoty medal) 22 października | Finał (Mecz o złoty medal) 22 października | Finał (Mecz o złoty medal) 22 października |
|  |                           |                           |                           |                           |                           |                           |                           |    |    |                                            |                                            |                                            |                                            |                                            |                                            |                                            |
|  |                           |                           |                           |                           |                           |                           |                           |    |    |                                            |                                            |                                            |                                            |                                            |                                            |                                            |
|  | 1B                        | Korea Północna            | 25                        | 14                        | 23                        | 16                        |                           |    |    |                                            |                                            |                                            |                                            |                                            |                                            |                                            |
|  | 1B                        | Korea Północna            | 25                        | 14                        | 23                        | 16                        |                           |    |    |                                            |                                            |                                            |                                            |                                            |                                            |                                            |
|  | 2A                        | Brazylia                  | 14                        | 25                        | 25                        | 25                        |                           |    |    |                                            |                                            |                                            |                                            |                                            |                                            |                                            |
|  | 2A                        | Brazylia                  | 14                        | 25                        | 25                        | 25                        |                           |    | 2A | Brazylia                                   | 25                                         | 23                                         | 25                                         | 25                                         |                                            |                                            |
|  |                           |                           |                           |                           |                           |                           |                           |    | 2A | Brazylia                                   | 25                                         | 23                                         | 25                                         | 25                                         |                                            |                                            |
|  |                           |                           | 1A                        | Chiny                     | 23                        | 25                        | 23                        | 19 |    |                                            |                                            |                                            |                                            |                                            |                                            |                                            |
|  | 1A                        | Chiny                     | 1A                        | Chiny                     | 23                        | 25                        | 23                        | 19 | 25 | 25                                         | 25                                         |                                            |                                            |                                            |                                            |                                            |
|  | 1A                        | Chiny                     |                           |                           |                           |                           |                           |    |    |                                            |                                            |                                            |                                            |                                            |                                            |                                            |
|  | 2B                        | Niemcy                    | 12                        | 8                         | 9                         |                           |                           |    |    |                                            |                                            |                                            |                                            |                                            |                                            |                                            |
|  | 2B                        | Niemcy                    | 12                        | 8                         | 9                         |                           |                           |    |    |                                            |                                            |                                            |                                            |                                            |                                            |                                            |
|  |                           |                           |                           |                           |                           |                           |                           |    |    |                                            |                                            |                                            |                                            |                                            |                                            |                                            |

### Mecz o brązowy medal
22 października 2019  Korea Północna –  Niemcy: 3–0 (25–17, 25–12, 25–9)

### Mecz o 5–6 miejsce
|  |                          |                          |                          |                          |                          |                          |                          |    |    |                                    |                                    |                                    |                                    |                                    |                                    |                                    |
|  | 1. runda 21 października | 1. runda 21 października | 1. runda 21 października | 1. runda 21 października | 1. runda 21 października | 1. runda 21 października | 1. runda 21 października |    |    | Mecz o 5–6 miejsce 22 października | Mecz o 5–6 miejsce 22 października | Mecz o 5–6 miejsce 22 października | Mecz o 5–6 miejsce 22 października | Mecz o 5–6 miejsce 22 października | Mecz o 5–6 miejsce 22 października | Mecz o 5–6 miejsce 22 października |
|  | 1. runda 21 października | 1. runda 21 października | 1. runda 21 października | 1. runda 21 października | 1. runda 21 października | 1. runda 21 października | 1. runda 21 października |    |    | Mecz o 5–6 miejsce 22 października | Mecz o 5–6 miejsce 22 października | Mecz o 5–6 miejsce 22 października | Mecz o 5–6 miejsce 22 października | Mecz o 5–6 miejsce 22 października | Mecz o 5–6 miejsce 22 października | Mecz o 5–6 miejsce 22 października |
|  |                          |                          |                          |                          |                          |                          |                          |    |    |                                    |                                    |                                    |                                    |                                    |                                    |                                    |
|  |                          |                          |                          |                          |                          |                          |                          |    |    |                                    |                                    |                                    |                                    |                                    |                                    |                                    |
|  | 3A                       | Kanada                   | 21                       | 25                       | 25                       | 25                       |                          |    |    |                                    |                                    |                                    |                                    |                                    |                                    |                                    |
|  | 3A                       | Kanada                   | 21                       | 25                       | 25                       | 25                       |                          |    |    |                                    |                                    |                                    |                                    |                                    |                                    |                                    |
|  | 4B                       | Holandia                 | 25                       | 13                       | 20                       | 16                       |                          |    |    |                                    |                                    |                                    |                                    |                                    |                                    |                                    |
|  | 4B                       | Holandia                 | 25                       | 13                       | 20                       | 16                       |                          |    | 3A | Kanada                             | 25                                 | 26                                 | 16                                 | 22                                 | 10                                 |                                    |
|  |                          |                          |                          |                          |                          |                          |                          |    | 3A | Kanada                             | 25                                 | 26                                 | 16                                 | 22                                 | 10                                 |                                    |
|  |                          |                          | 4A                       | Stany Zjednoczone        | 22                       | 24                       | 25                       | 25 | 15 |                                    |                                    |                                    |                                    |                                    |                                    |                                    |
|  | 3B                       | Francja                  | 4A                       | Stany Zjednoczone        | 22                       | 24                       | 25                       | 25 | 15 | 25                                 | 17                                 | 15                                 | 23                                 |                                    |                                    |                                    |
|  | 3B                       | Francja                  |                          |                          |                          |                          |                          |    |    |                                    |                                    | 15                                 | 23                                 |                                    |                                    |                                    |
|  | 4A                       | Stany Zjednoczone        | 21                       | 25                       | 25                       | 25                       |                          |    |    |                                    |                                    |                                    |                                    |                                    |                                    |                                    |
|  | 4A                       | Stany Zjednoczone        | 21                       | 25                       | 25                       | 25                       |                          |    |    |                                    |                                    |                                    |                                    |                                    |                                    |                                    |
|  |                          |                          |                          |                          |                          |                          |                          |    |    |                                    |                                    |                                    |                                    |                                    |                                    |                                    |

### Mecz o 7–8 miejsce
22 października 2019  Francja –  Holandia: 3–2 (23–25, 21–25, 26–24, 25–21, 15–12)

### Końcowa klasyfikacja
* Gospodarz zawodów został zaznaczony tym kolorem.
| Miejsce | Państwo           |
| ------- | ----------------- |
| 1.      | Brazylia          |
| 2.      | Chiny*            |
| 3.      | Korea Północna    |
| 4.      | Niemcy            |
| 5.      | Stany Zjednoczone |
| 6.      | Kanada            |
| 7.      | Francja           |
| 8.      | Holandia          |

Źródło: .